# Louis Ignacio-Pinto
Louis Ignacio-Pinto, né le 21 juin 1903 à Porto-Novo, dans la colonie du Dahomey, en Afrique-Occidentale française (actuellement située au Bénin) et décédé le 24 mai 1984 à Dourdan, en France, est un avocat, diplomate et homme politique français, dahoméen et béninois.
Entre 1947 et 1955, il représente le territoire d’outre-mer du Dahomey au Conseil de la République, où il occupe la position de secrétaire en 1948, 1949 et 1955. Il exerce, de 1967 à 1970, la charge de président de la Cour suprême du Dahomey puis, de 1970 à 1979, celle de juge à la Cour internationale de justice.

## Biographie

### Éléments personnels et première vie professionnelle
Louis Ignacio-Pinto naît le 21 juin 1903 à Porto-Novo, capitale de la colonie du Dahomey. Après avoir effectué des études à la mission catholique de sa ville natale, il poursuit son parcours au Nigéria, ainsi qu’au collège de Saint-Genès à Bordeaux. À l’issue de son cursus scolaire, il est docteur en droit et licencié ès lettres. Il vit ensuite quelques années à Paris et en Angleterre,.
Louis Ignacio-Pinto appartient à la communauté des Agoudas, Afro-Brésiliens connus pour leur muticulturalisme et leur polyglottisme. Selon Olabiyi Babalola Yai, il maîtrise « toutes les langues officielles et les langues africaines de communication interrégionales entre le Ghana et le Nigeria ».
Par décret du président de la République Gaston Doumergue, et, au sens de la loi du 25 mars 1915, Louis Ignacio-Pinto obtient la citoyenneté française le 18 juin 1930.
D’abord avocat à la cour d’appel de Paris, Louis Ignacio-Pinto s’installe comme avocat-défenseur en Afrique-Occidentale française, à Conakry (Guinée) et à Cotonou (Dahomey),.

### Carrière politique
Le 13 janvier 1947, Louis Ignacio-Pinto est l’unique candidat à l’élection du siège réservé au Conseil de la République pour le deuxième collège du territoire d’outre-mer du Dahomey. Obtenant 16 des 17 voix exprimées, il est élu conseiller de la République. Toujours seul à se présenter aux élections de la chambre pour le siège attribué à la deuxième section du territoire du Dahomey, il est reconduit le 14 novembre 1948 par 13 voix sur les 18 votants. Toutefois, il perd son mandat après sa défaite au scrutin du 19 juin 1955 pour ce même siège, remporté par Maximilien Quénum,,.
Louis Ignacio-Pinto est nommé secrétaire du Conseil de la République à trois ouvertures de sessions, les 14 janvier 1948, 11 janvier 1949 et 11 janvier 1955,,,.
Après son échec électoral de 1955, Louis Ignacio-Pinto poursuit sa carrière au Dahomey. Ministre des Finances dans le conseil de gouvernement du territoire d’outre-mer en 1957, il est le premier ministre de la Justice après la proclamation de la république du Dahomey en 1958,.

### Carrières diplomatique et judiciaire
Après sa carrière politique, il se réoriente vers la diplomatie. Conseiller à l’ambassade de France près le Saint-Siège, il est ambassadeur de la république du Dahomey aux Nations unies de 1960 à 1967, aux États-Unis, au Canada, au Brésil et en Haïti.
Le 13 janvier 1967, le général Christophe Soglo, président de la république du Dahomey, le nomme président de la Cour suprême,,.
Membre de la commission du droit international des Nations unies à partir de 1965, il siège comme juge à la Cour internationale de justice de 1970 à 1979.

### Mort
Louis Ignacio-Pinto meurt le 24 mai 1984 à Dourdan.

## Activité parlementaire
L’activité parlementaire de Louis Ignacio-Pinto au Conseil de la République s’étend sous trois mandatures distinctes.

### Irelégislature (1946-1948)
À la suite de son élection le 13 janvier 1947 par le deuxième collège du territoire du Dahomey, Louis Ignacio-Pinto est admis au Conseil de la République le 31 janvier suivant,.
Politiquement, il s’affilie au groupe communiste comme apparenté le 22 janvier 1947. Quelques semaines plus tard, le 18 mars, il est l’un des membres fondateurs du groupe d’union républicaine et résistante pour l’Union française (apparenté au groupe communiste le lendemain), qu’il quitte à compter du 14 août 1947 pour celui des républicains indépendants, également comme membre de plein droit. Cette affiliation est conservée au 13 janvier 1948,,,,.
Il rejoint la commission de la justice et de la législation civile criminelle et commerciale le 28 janvier 1947, puis, le 26 janvier 1948, celle de l’Éducation nationale, des beaux-arts, des sports, de la jeunesse et des loisirs ainsi que celle des finances,,.

### IIelégislature (1948-1952)
À la suite des deuxième scrutin pour désigner les conseillers de la République, Louis Ignacio-Pinto est réélu le 14 novembre 1948 par la deuxième section du territoire du Dahomey. Il est admis le 7 décembre suivant,.
Il s’affilie une nouvelle fois comme membre du groupe des républicains indépendants lors de la constitution des listes électorales le 23 novembre 1948. Cette appartenance politique est renouvelée à chaque ouverture de session, les 11 janvier 1949, 10 janvier 1950, 8 janvier 1951 et 4 janvier 1952,,,,.
Nommé membre de la commission des finances les 18 janvier 1949, 17 janvier 1950, 11 janvier 1951, il rejoint celle de la presse, de la radio et du cinéma le 8 janvier 1952. Par ailleurs, tout au long de la mandature, il est reconduit au sein de la commission de la France d’outre-mer (18 janvier 1949, 17 janvier 1950, 11 janvier 1951 et 8 janvier 1952),,,,.

### IIIelégislature (1952-1955)
Après un renouvellement partiel du Conseil de la République, Louis Ignacio-Pinto fait partie des membres du groupe des indépendants d’outre-mer nouvellement constitué le 4 juin 1952. Il y est ensuite affilié les 12 janvier 1953, 11 janvier 1954 et 10 janvier 1955,,,.
À l’occasion des nominations des 5 juin 1952, 15 janvier 1953, 14 janvier 1954 et 13 janvier 1955, il est désigné membre (1952), puis, membre titulaire (1953-1955) de la commission de la justice et de législation civile, criminelle et commerciale, et, de celle de la Défense nationale,,,,.

## Distinctions
- Ordre national de la Légion d’honneur (République française) :
  -  dignité de grand officier[1].
- Ordre national du Dahomey (république du Dahomey) :
  -  grade de commandeur : 1er août 1963 (décret du 7 septembre 1963)[s 4] ;
  -  dignité de grand-officier : 1er août 1967 (décret du 31 août 1967)[s 5].